# Relación de transmisión

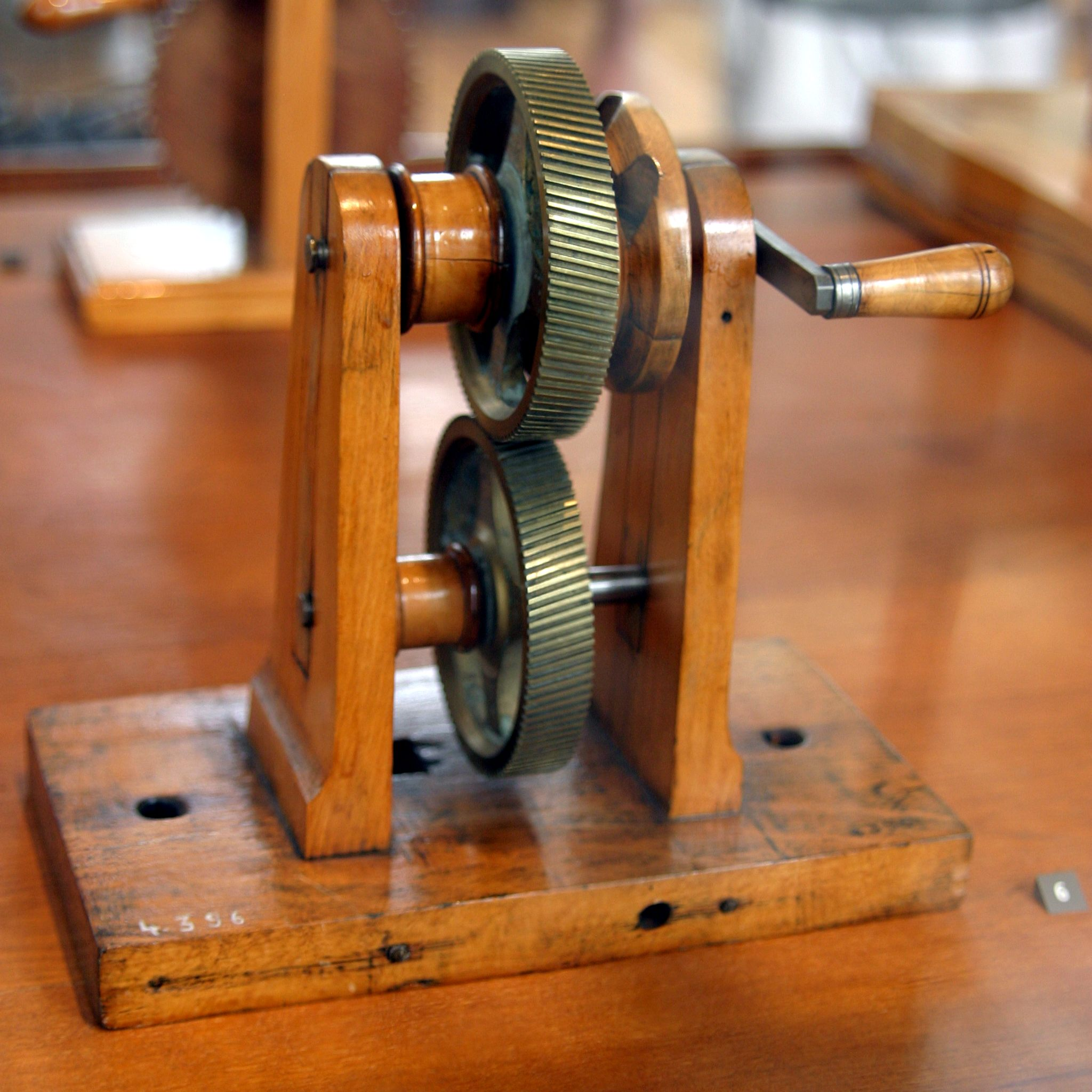
Relación de transmisión, tangencial sin deslizar.

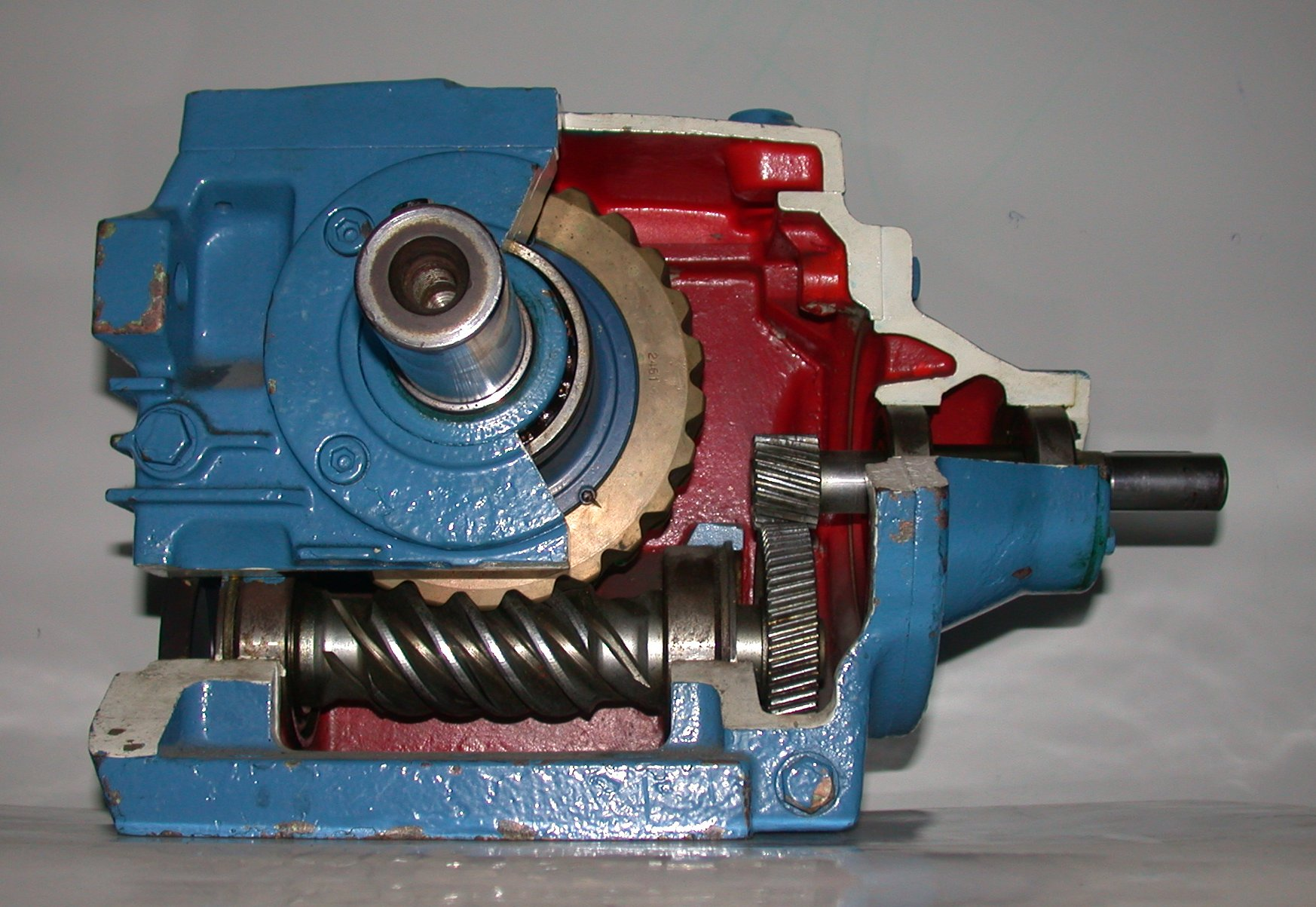
La relación de transmisión cambia de acuerdo al engrane utilizado, tanto en tamaño como en forma.

La relación de transmisión (rt ó {\displaystyle i}) es una relación entre las velocidades de rotación de dos o más engranajes o poleas conectados entre sí, donde un componente ejerce fuerza sobre el/los otro/s. Esta relación se debe a la diferencia de diámetros de las dos ruedas, que implica una diferencia entre las velocidades de rotación de ambos ejes, esto se puede verificar mediante el concepto de velocidad angular.
Al cambiar la relación de transmisión se cambia el par de fuerza aplicado. La relación de transmisión debe elegirse cuidadosamente, de manera que el par del engranaje motor sea capaz de vencer la inercia del engranaje y otras fuerzas externas para comenzar el movimiento, y para que el engranaje sea capaz de soportar un par muy grande sin fallar.
Los motores de combustión tienen un rango útil de velocidades de rotación. Por tanto, es común que se utilice una caja de cambios, en la que se ofrecen distintas relaciones de transmisión, de manera que el par y la velocidad de rotación necesarias se puedan obtener sin que el régimen de giro del motor deba salir de ese rango útil. Esto no es necesario en máquinas de vapor y motores eléctricos, ya que funcionan correctamente a cualquier velocidad de rotación.
Matemáticamente, la relación de transmisión entre dos engranajes circulares con un determinado número de dientes {\displaystyle Z} se puede expresar de la siguiente manera:
{\displaystyle \tau ={\frac {\omega _{2}}{\omega _{1}}}={\frac {Z_{1}}{Z_{2}}}}
Donde:
- {\displaystyle \omega _{1}} es la velocidad angular de entrada
- {\displaystyle \omega _{2}} es la velocidad angular de salida transmitida
- {\displaystyle Z_{1}} es el número de dientes de la rueda de entrada.
- {\displaystyle Z_{2}} es el número de dientes de la rueda de salida.
- El signo menos indica que se invierte el sentido del giro.

Según la expresión anterior, la velocidad angular transmitida es inversamente proporcional al número de dientes del engranaje o al diámetro al que se transmite la velocidad. Si no existe disipación de calor en la transmisión del movimiento entonces podemos expresar la relación de velocidades angulares equivalente a la relación inversa de momentos:
- {\displaystyle M_{1}} es el momento transmitido a {\displaystyle \omega _{1}}
- {\displaystyle M_{2}} es el momento que sale de la rueda 2 a {\displaystyle \omega _{2}}.

Si uno de los engranajes es helicoidal y si se pone como entrada en la conversión de la velocidad angular, entonces la velocidad de salida del engranaje circular es {\displaystyle Z_{2}} veces más pequeña que la velocidad del engranaje helicoidal. En la fotografía se puede observar el caso de tal conjunto.
Existen trenes epicicloidades donde las relaciones de transmisión se obtienen mediante la fórmula de Willis y en la que intervienen engranajes intercalados en el tren y que tienen un movimiento relativo entre el engranaje conductor y el engranaje conducido. Estos mecanismos son muy comunes en los sistemas de transmisión automática de automóviles.

## Ecuación de la relación de transmisión

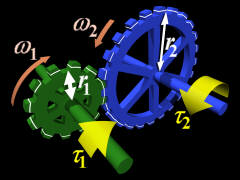
Relación de transmisión, de la velocidad angular y el par motor.

Dado un engranaje formado por dos ruedas dentadas, llamaremos {\displaystyle E_{1}\;} al primer engranaje y {\displaystyle E_{2}\;} al segundo y en el caso de existir {\displaystyle E_{3},\;E_{4}\;\dots \;E_{n}} a las demás ruedas dentadas, refiriéndonos a las características de la misma rueda con el mismo subíndice, así los diámetros se denominaran: {\displaystyle d_{1},\;d_{2},\;d_{3}\;\dots \;d_{n}}.
En una rueda dentada {\displaystyle E_{i}\;}  podemos diferenciar las siguientes características:
{\displaystyle r_{i}\;\to \quad -} Radio de la circunferencia primitiva.
{\displaystyle d_{i}\;\to \quad -} Diámetro de la circunferencia primitiva.
{\displaystyle Z_{i}\;\to \quad -} Número de dientes.
{\displaystyle n_{i}\;\to \quad -} Número de revoluciones dadas por la rueda.
{\displaystyle e_{i}\;\to \quad -} Espacio recorrido por un punto de la circunferencia primitiva.
{\displaystyle \omega _{i}\;\to \quad -} Velocidad angular de la rueda.
{\displaystyle \tau _{i}\;\to \quad -} Par motor aplicado al eje de la rueda.

### Diámetro y número de dientes
Por el cálculo de engranajes sabemos que en una rueda dentada se cumple:
{\displaystyle {\frac {d}{Z}}={\frac {p}{\pi }}=m\,}
donde:
{\displaystyle d\;\to \quad -} es el diámetro de la circunferencia primitiva.
{\displaystyle Z\;\to \quad -} es el número de dientes.
{\displaystyle p\;\to \quad -} es el paso entre dos dientes sucesivos.
{\displaystyle \pi \;\to \quad -} es el Número π.
{\displaystyle m\;\to \quad -} es el módulo.
Para que dos ruedas dentadas engranen, el paso p y el módulo m, tienen que ser los mismos, y no intervienen en el cálculo de la transmisión, sino en el dimensionado del diente del engranaje, por lo que tenemos:
{\displaystyle d_{i}=mZ_{i}\;}
o lo que es lo mismo:
{\displaystyle {\cfrac {dc_{1}}{Zp_{1}}}={\cfrac {dc_{2}}{Zp_{2}}}=m\quad {\color {Blue}[1]}}
donde m es constante, esta expresión determina la relación entre el diámetro y el número de dientes de un engranaje.
Ejemplo:
Si en un engranaje de dos ruedas la primera tiene 21 dientes y un diámetro de 350 mm y la segunda rueda tiene 15 dientes. ¿Cuál es su diámetro?
Partiendo de:
{\displaystyle {\cfrac {d_{2}}{d_{1}}}={\cfrac {Z_{2}}{Z_{1}}}}
tenemos:
{\displaystyle d_{2}={\cfrac {Z_{2}\;\cdot \;d_{1}}{Z_{1}}}}
para los valores dados:
{\displaystyle d_{2}={\cfrac {15\;\cdot \;350{\text{ mm}}}{21}}=250{\text{ mm}}}

### Diámetro y número de revoluciones
El espacio recorrido por un punto de la circunferencia primitiva cuando la rueda gira n vueltas será la longitud de su circunferencia primitiva por el número de revoluciones:
{\displaystyle e_{i}=\pi d_{i}n_{i}}
Dos ruedas que giran sin deslizar recorrerán el mismo espacio:
{\displaystyle \left.{\begin{array}{l}e_{1}=\pi d_{1}n_{1}\\e_{2}=\pi d_{2}n_{2}\\e_{1}=e_{2}\end{array}}\right\}\longrightarrow \quad d_{1}n_{1}=d_{2}n_{2}\quad {\color {Blue}[2]}}
Así para dos ruedas que engranan, el producto del diámetro de una de ellas por el número de vueltas que da es igual al diámetro de la segunda rueda por su número de revoluciones.
Ejemplo.
Dadas dos ruedas dentadas que engranan una de 450 mm de diámetro de circunferencia primitiva y la otra de 400 mm, si la primera gira 24 revoluciones.
Partiendo de:
{\displaystyle d_{1}n_{1}=d_{2}n_{2}}
tendremos que:
{\displaystyle n_{2}={\cfrac {d_{1}\;\cdot \;n_{1}}{d_{2}}}}
Para los valores dados en el problema:
tendremos que:
{\displaystyle n_{2}={\cfrac {450{\text{ mm}}\;\cdot \;24}{400{\text{ mm}}}}=27}

### Número de dientes y número de revoluciones
Para relacionar el número de dientes y el número de revoluciones, partimos de la ecuación [1]
{\displaystyle {\color {Blue}[1]}\quad {\cfrac {d_{1}}{Z_{1}}}={\cfrac {d_{2}}{Z_{2}}}}
y deducimos:
{\displaystyle {\cfrac {d_{1}}{d_{2}}}={\cfrac {Z_{1}}{Z_{2}}}}
y de la ecuación [2]
{\displaystyle {\color {Blue}[2]}\quad d_{1}\;n_{1}=d_{2}\;n_{2}}
de donde deducimos:
{\displaystyle {\cfrac {z_{1}}{z_{2}}}={\cfrac {n_{2}}{n_{1}}}}
que se puede sintetizar en:
{\displaystyle \left.{\begin{array}{l}{\cfrac {d_{1}}{d_{2}}}={\cfrac {Z_{1}}{Z_{2}}}\\{\cfrac {d_{1}}{d_{2}}}={\cfrac {n_{2}}{n_{1}}}\end{array}}\right\}\longrightarrow \quad Z_{1}\;n_{1}=Z_{2}\;n_{2}\quad {\color {Blue}[3]}}
Ejemplo:
Si tenemos en engranaje con dos ruedas dentadas, la primera de 12 dientes y la segunda de 48 dientes. Cuando la primera gira una vuelta. ¿Cuánto gira la segunda?
Partiendo de:
{\displaystyle Z_{1}\;n_{1}=Z_{2}\;n_{2}}
despejamos:
{\displaystyle n_{2}={\cfrac {Z_{1}\;n_{1}}{Z_{2}}}}
para los valores dados, tenemos:
{\displaystyle n_{2}={\cfrac {12\cdot 1}{48}}={\cfrac {1}{4}}}
Cuando la rueda de 12 dientes gira una vuelta, la de 48 dientes gira un cuarto de vuelta.

### Diámetro y velocidad de rotación
Sabiendo que las dos ruedas giran sin deslizar, la velocidad tangencial de las dos ruedas será la misma, por lo tanto:
{\displaystyle V_{i}=r_{i}\;\omega _{i}={\cfrac {d_{i}}{2}}\;\omega _{i}}
aplicando este criterio a las dos ruedas, tendremos:
{\displaystyle \left.{\begin{array}{l}V_{1}={\cfrac {d_{1}}{2}}\;\omega _{1}\\V_{2}={\cfrac {d_{2}}{2}}\;\omega _{2}\\V_{1}=V_{2}\end{array}}\right\}\longrightarrow \quad d_{1}\;\omega _{1}=d_{2}\;\omega _{2}\quad {\color {Blue}[4]}}
El diámetro de una rueda por su velocidad angular es igual al diámetro de la otra rueda por su velocidad angular.
También es cierto que el radio de la rueda por su velocidad angular permanece constante y su valor es la velocidad tangencial:
{\displaystyle V_{t}=r_{1}\;\omega _{1}=r_{2}\;\omega _{2}}
Ejemplo:
Una ruedas de 240mm de diámetro de circunferencia primitiva, gira a 30 revoluciones por minuto y engrana con una segunda rueda de 180mm de diámetro de circunferencia primitiva. ¿a que velocidad gira esta segunda rueda?
Partimos de la expresión:
{\displaystyle d_{1}\;\omega _{1}=d_{2}\;\omega _{2}}
de donde despejamos la velocidad angular de la segunda rueda:
{\displaystyle \omega _{2}={\cfrac {d_{1}\;\omega _{1}}{d_{2}}}}
Sustituyendo los valores del problema tenemos:
{\displaystyle \omega _{2}={\cfrac {240{\text{ mm}}\cdot 30{\text{ rpm}}}{180{\text{ mm}}}}=40{\text{ rpm}}}
la segunda rueda gira a 40 revoluciones por minuto.

### Número de dientes y velocidad de rotación
Para calcular la relación entre el número de dientes y la velocidad de rotación, partiremos de las expresiones [1] y [4], con lo que tenemos:
{\displaystyle \left.{\begin{array}{l}{\color {Blue}[1]}\quad {\cfrac {d_{1}}{Z_{1}}}={\cfrac {d_{2}}{Z_{2}}}\\\\{\color {Blue}[4]}\quad d_{1}\;\omega _{1}=d_{2}\;\omega _{2}\\\end{array}}\right\}\longrightarrow \quad Z_{1}\;\omega _{1}=Z_{2}\;\omega _{2}\quad {\color {Blue}[5]}}
Con lo que se deduce que el producto del número de dientes de una rueda por su velocidad angular es igual al número de dientes de la rueda con la que engrana por su velocidad angular.
Ejemplo:
Una rueda dentada de 18 dientes gira a 25 rpm y engrana con una segunda rueda dentada de 30 dientes. ¿a que velocidad gira la segunda rueda?
Partimos de la relación:
{\displaystyle Z_{1}\;\omega _{1}=Z_{2}\;\omega _{2}}
de donde despejamos la velocidad de giro de la segunda rueda:
{\displaystyle \omega _{2}={\cfrac {Z_{1}\;\omega _{1}}{Z_{2}}}}
que para los valores del problema resulta:
{\displaystyle \omega _{2}={\cfrac {18\cdot 25rpm}{30}}=15rpm}